# Khí cầu mặt trời

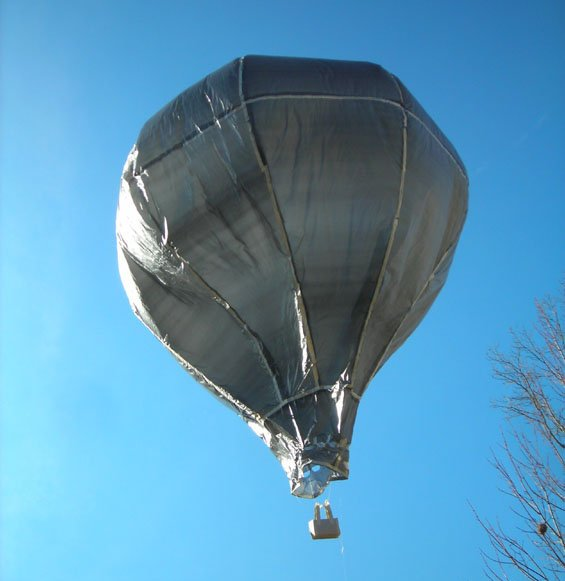
Khí cầu

Khí cầu mặt trời là một loại khí cầu chỉ chứa không khí nhưng có vỏ đặc biệt có thể hấp thụ bức xạ điện từ từ không gian. Nhiệt năng hấp thụ được làm tăng nhiệt độ và thể tích đồng thời giảm khối lượng riêng của không khí bên trong. Lực đẩy Ác-si-mét sẽ nâng khí cầu này bay lên giống như khí cầu khí nóng.
Khí cầu mặt trời có ưu điểm là tiết kiệm năng lượng, thời gian bay lâu dài, dễ chế tạo.

## Bóng bay mặt trời
Loại này có thể tích nhỏ, được dùng làm đồ chơi trẻ em. Vỏ của bóng bay mặt trời được bôi màu đen và hấp thụ tốt ánh nắng Mặt Trời. Bóng bay này chỉ bay lên vào ban ngày, khi có ánh nắng.

## Khí cầu mặt trời viễn thám
Khí cầu mặt trời đã được chế tạo cho mục đích viễn thám trên Trái Đất, và cũng được đề nghị dùng để khám phá các hành tinh khác như Sao Hỏa. Nửa trên của khí cầu được phủ một màng nhôm mỏng hấp thụ nhiều ánh nắng Mặt Trời vào ban ngày và bức xạ nhiệt ít. Nửa dưới được làm bằng một loại nhựa đặc biệt hấp thụ tốt bức xạ hồng ngoại của mặt đất vào ban đêm. Khí cầu này luôn giữ được nhiệt độ khí bên trong cao hơn môi trường, dù ban ngày hay ban đêm.
Trên Trái Đất, các khí cầu kiểu này có thể bay vài tháng. Để khởi động lúc bay, chúng được bơm khí heli. Khí heli giúp khí cầu bay lên độ cao khoảng 28 kilômét, sau đó nhanh chóng thoát ra ngoài trong ngày đầu tiên. Độ cao hạ dần rất chậm, nhờ nguyên lý hấp thụ bức xạ nhiệt, xuống đến 18 kilômét sau chừng nửa năm nếu khí cầu không bị phá hủy bởi các trận bão. Xuống dưới 18 kilômét, chúng thường được tự kích hoạt nổ để đảm bảo an toàn giao thông hàng không dân dụng. Những khí cầu viễn thám có thể bay vài vòng quanh Trái Đất trong thời gian hoạt động, nếu được thả ở vĩ độ 20 hay -20, đúng vào dòng đối lưu thích hợp của khí quyển.

## Kết hợp với các loại khí cầu khác
Thiết kế vỏ của khí cầu mặt trời có thể áp dụng để làm tăng hiệu suất sử dụng năng lượng cho khí cầu khí nóng hay các khí cầu loại khác.